# Robots
Robots（机器人）是一个电脑游戏，为Unix创作，后来作为一个被克隆的作品出现在各个其他平台。

## 玩法
机器人位于2D方格场地，要摆脱所有的机器人，必须诱使它们相互碰撞──它们只被给予一条指令：杀掉你。

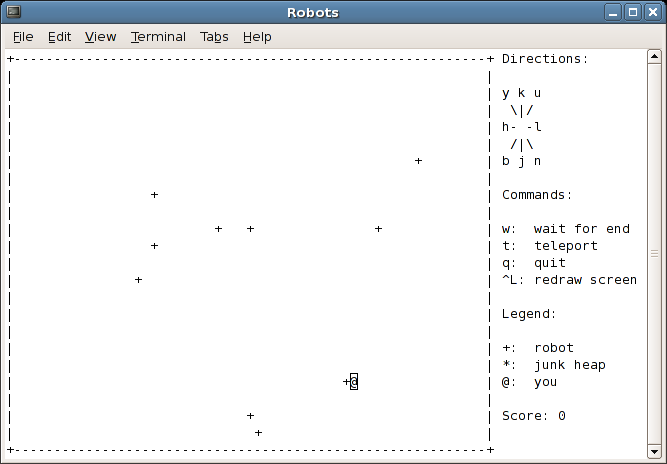
BSD上的Robots

游戏是回合制的。玩家角色开始于场地中央部分，可以向周围8个方格移动，机器人则是向你移动──不过都只以最短距离的方式。
保持不与机器人接触，否则被杀游戏结束，另外全力使得机器人相互碰撞爆炸，或者诱使机器人碰触残骇。玩家还可以使用瞬间移动这种移动和普通移动消耗同样时间，特殊的安全瞬间移动则会尽可能找到地图上一处周围没有机器人的地方，不过这样的瞬间移动有数量限制。还有无限制的随机瞬间移动

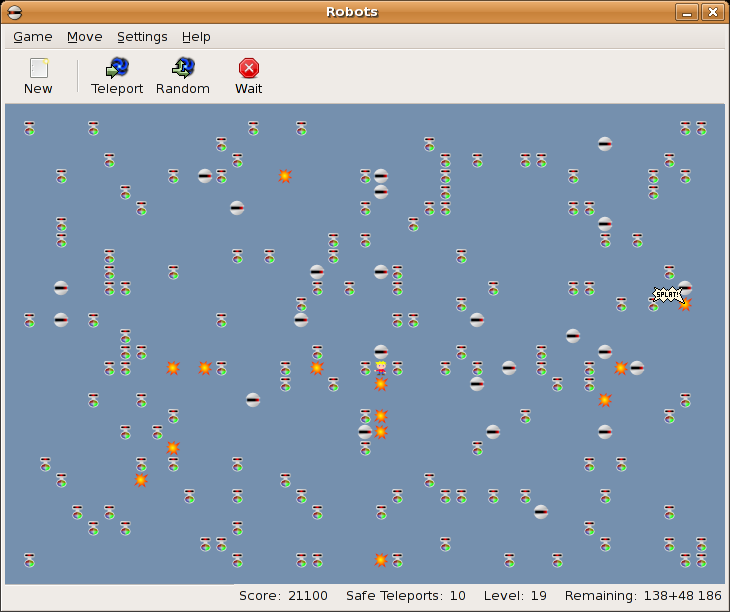
GNOME中的Robots